# 乙醯氰
乙酰氰是一种有机化合物，示性式为 CH3C(O)CN。它是一种酰基氰化物。乙酰氰在常溫常壓下是一种无色液体。 

## 结构
它的结构是通过根据电子衍射强度、旋转光谱及振动光谱确定的。 

## 反应
以乙醯氰為反应物可發生兩種主要类型的反应；羟醛缩合和烯醇取代。乙酰氰与 (Z)-丁-2-烯醛会发生羟醛缩合反应形成 (2E,4E)-己-2,4-二烯醯基氰：
乙酰氰的光化学反應和热反应已被广泛研究。例如，甲酰氰不会自发地单分子分解为 HCN 和 CO。然而，乙酰氰，也是酰腈的一種同系物，會在 470℃的環境下通过脱羰发生單分子分解反應，並發現到这种将乙醯氰分解後形成酮和氰化氢是在竞争环境下进行的。这引起了对乙酰氰单分子熱分解反应的反應機構研究。
乙酰氰所经历的单分子分解後來被证实在能量上不如进行异构化为乙酰异氰化物分子來得有利。然而，通过其他光解实验已经發現乙酰氰可光解成CH3CO+CN，形成氰基自由基。

### 合成
乙酰氰在铜催化剂存在下可由乙酰氯和氰基源制备。乙酰氰也可在350°C下由乙烯酮和氰化氢混合製備。
此外，乙醯氰也以通过氰基乙炔的水合产生。